# 杨永宜
杨永宜（1923年—1987年），男，江西萍乡人，中国钢铁冶金专家，曾任北京钢铁学院教授、博士生导师。